# Go (programski jezik)
Go je programski jezik, ki ga je razvil Google leta 2007. Avtorji jezika so Robert Griesemer, Rob Pike in Ken Thompson. Programski jezik se prevede s prevajalnikom, kot npr. C ali C++. Programski jezik ima tudi svoj »garbage collector«, ki poskrbi za čiščenje pomnilnika.
Go je postal javen odprtokodni projekt 10. novembra 2009. Po nekaj letih razvijanja je bila 28. marca 2012 izdana prva stabilna različica, imenovana Go 1. Avtor maskote in logotipa je Renée French. Maskota je pod licenco Creative Commons Attribution 3.0.

## Osnovne značilnosti jezika
Go poskuša kombinirati razvoj in hitrost delovanja v dinamičnem programskem jeziku, kakršen je Python, z zmogljivostjo in varnostjo prevajanih jezikov, kot sta C ali C++. Velike datoteke se prevedejo v le nekaj sekundah in prevedena koda se izvaja skoraj tako hitro kot v jeziku C.
Go ni tipičen objektno usmerjen programski jezik. Čeprav dovoljuje objektno usmerjeni slog programiranja, ne pozna hierarhičnih tipov razredov. Koncept vmestnika ima drugačen pristop, ki naj bi bil lahek za uporabo in bolj splošen. Zaradi nehierarhičnosti so objekti veliko bolj vsestranski kot v jezikih, kot je java. Da bi bil jezik bolj preprost, so nekatere komponente (dedovanje razredov, trditve (assertions), generično programiranje) namenoma izključene.
Programska koda jezika Go je sestavljena iz:
- deklaracije in uvoza paketov
- funkcij
- spremenljivk
- izjav in izrazov
- komentarjev

## Zgled programaPozdravljen, svet!
```
package
 
main

import
 
"fmt"

const
 
pi
 
=
 
3.14159

const
 
smesko
 
=
 
":-)"

func
 
main
()
 
{

   
const
 
svet
 
=
 
"世界"

   
fmt
.
Println
(
"Pozdravljen,"
,
 
svet
)

   
fmt
.
Println
(
"Srečen"
,
 
"Dan"
,
 
pi
,
 
"!"
)

   
const
 
resnica
 
=
 
"Resnično."

   
fmt
.
Println
(
"Go raztura, kajne?"
,
 
resnica
,
 
smesko
)
 

}

```

## Zgled programa Fibonaccijeva števila
```
package
 
main

import
 
"fmt"

// fib vrne funkcijo, ki vrne Fibonnacijeva števila

func
 
fib
()
 
func
()
 
int
 
{

   
a
,
 
b
 
:=
 
0
,
 
1

   
return
 
func
()
 
int
 
{

      
a
,
 
b
 
=
 
b
,
 
a
 
+
 
b

         
return
 
a

   
}

}

func
 
main
()
 
{

   
f
 
:=
 
fib
()

   
// funkcijski klici se izvršujejo z leve proti desni

   
fmt
.
Println
(
f
(),
 
f
(),
 
f
(),
 
f
(),
 
f
())

}

```